# World Rugby Sevens Series 2017-2018
Il World Rugby Sevens Series 2017-2018 è stata la diciannovesima edizione del torneo internazionale di rugby a 7. 

La vittoria è andata per la terza volta al Sudafrica ottenuta nell'ultimo torneo di Parigi con un sorpasso in classifica nei confronti dei rivali delle Figi.

Retrocessa è stata la selezione della Russia che sarà sostituita nel torneo 2018-2019 dal Giappone vincitore del torneo qualificatorio di Hong Kong.

## Formato
La competizione è una serie di tornei dove le squadre partecipanti ottengono un punteggio secondo i piazzamenti nei singoli tornei al fine di determinare la classifica finale che assegnerà il vincitore.
In ogni torneo partecipano 16 squadre, alle 15 core teams, ovvero le squadre che hanno acquisito il diritto a partecipare a tutti i tornei della serie, si ne aggiunge una a invito rappresentate il continente dove si svolge il torneo.
Al torneo di Hong Kong si disputa inoltre un torneo separato di qualificazione con 12 squadre, la cui vincitrice parteciperà all'edizione successiva delle World Series. 
Nella prima fase le squadre sono divise in gironi da quattro formazioni, che disputano un girone all'italiana. Sono attribuiti 3 punti per la vittoria, 2 per il pareggio, uno per la sconfitta, 0 se si dà forfait. A parità di punti sono considerati:
1. Confronto diretto.
2. Differenza punti.
3. Differenza mete.
4. Punti segnati.
5. Sorteggio.

Nella seconda fase ad eliminazione diretta, le prime due di ogni girone competono per la Cup e per l'assegnazione delle medaglie. Le restanti squadre accedono invece a un secondo tabellone per determinare la loro posizione finale.
Punteggi
| Torneo                      | Vincitore | Finalista | Terza         | Quarta        |
| Torneo                      | Vincitore | Finalista | Semifinaliste | Semifinaliste |
| --------------------------- | --------- | --------- | ------------- | ------------- |
| Cup 1-4 posto               | 22        | 19        | 17            | 15            |
| 5-8 posto                   | 13        | 12        | 10            | 10            |
| Challenge Trophy 9-12 posto | 8         | 7         | 5             | 5             |
| 12-16 posto                 | 3         | 2         | 1             | 1             |

Se due squadre sono a pari punti a fine stagione si usano i seguenti metodi per stabilire la classifica:
1. Differenza punti in stagione
2. Totale mete in stagione
3. Se non sono bastati i criteri sopra le squadre sono pari

La squadra ultima classificata delle core teams verrà sostituita nell'edizione 2018-19 dalla vincitrice del torneo di qualificazione di Hong Kong.

## Squadre partecipanti
Le 15 core teams per la stagione 2017-18 sono le seguenti:
| Sudafrica     | Australia | Francia |
| Inghilterra   | Scozia    | Kenya   |
| Figi          | Canada    | Samoa   |
| Nuova Zelanda | Argentina | Russia  |
| Stati Uniti   | Galles    | Spagna  |

## Tornei 2017-18
| Tornei 2017–18      | Tornei 2017–18                    | Tornei 2017–18              | Tornei 2017–18 |
| Torneo              | Località                          | Date                        | Vincitore      |
| ------------------- | --------------------------------- | --------------------------- | -------------- |
| Dubai Sevens        | The Sevens, Dubai                 | 1º dicembre-2 dicembre 2017 | Sudafrica      |
| South Africa Sevens | Cape Town Stadium, Città del Capo | 9 dicembre-10 dicembre 2017 | Nuova Zelanda  |
| Australia Sevens    | Allianz Stadium, Sydney           | 26 gennaio-28 gennaio 2018  | Australia      |
| Nuova Zelanda       | Waikato Stadium, Hamilton         | 3 febbraio-4 febbraio 2018  | Figi           |
| USA Sevens          | Sam Boyd Stadium, Las Vegas       | 2 marzo-4 marzo 2018        | Stati Uniti    |
| Canada Sevens       | BC Place, Vancouver               | 10 marzo-11 marzo 2018      | Figi           |
| Hong Kong Sevens    | Hong Kong Stadium, Hong Kong      | 6 aprile-8 aprile 2018      | Figi           |
| Singapore Sevens    | Stadio nazionale di Singapore     | 28 aprile-29 aprile 2018    | Figi           |
| London Sevens       | Twickenham, Londra                | 2 giugno-3 giugno 2018      | Figi           |
| Paris Sevens        | Stadio Jean-Bouin, Parigi         | 9 giugno-10 giugno 2018     | Sudafrica      |

## Classifica generale
| Pos. | Squadra            | Dubai | S.Africa | Australia | N.Zelanda | U.S.A. | Canada | Hong Kong | Singapore | Inghilterra | Francia | TOTALE |
| ---- | ------------------ | ----- | -------- | --------- | --------- | ------ | ------ | --------- | --------- | ----------- | ------- | ------ |
| 1    | Sudafrica          | 22    | 17       | 19        | 19        | 15     | 17     | 17        | 15        | 19          | 22      | 182    |
| 2    | Figi               | 15    | 13       | 12        | 22        | 17     | 22     | 22        | 22        | 22          | 13      | 180    |
| 3    | Nuova Zelanda      | 19    | 22       | 13        | 15        | 13     | 10     | 15        | 13        | 13          | 17      | 150    |
| 4    | Australia          | 13    | 8        | 22        | 17        | 12     | 12     | 5         | 19        | 10          | 5       | 123    |
| 5    | Inghilterra        | 17    | 10       | 10        | 10        | 10     | 13     | 1         | 17        | 15          | 19      | 122    |
| 6    | Stati Uniti        | 1     | 12       | 15        | 8         | 22     | 15     | 12        | 8         | 12          | 12      | 117    |
| 7    | Argentina          | 5     | 19       | 17        | 7         | 19     | 10     | 13        | 2         | 5           | 8       | 105    |
| 8    | Kenya              | 10    | 3        | 10        | 12        | 10     | 19     | 19        | 10        | 8           | 3       | 104    |
| 9    | Canada             | 5     | 15       | 3         | 5         | 7      | 2      | 7         | 7         | 10          | 15      | 76     |
| 10   | Samoa              | 12    | 5        | 5         | 13        | 3      | 3      | 2         | 12        | 3           | 1       | 59     |
| 11   | Spagna             | 7     | 7        | 1         | 1         | 2      | 7      | 10        | 10        | 1           | 10      | 56     |
| 12   | Scozia             | 10    | 1        | 2         | 10        | 5      | 8      | 10        | 5         | 2           | 2       | 55     |
| 13   | Francia            | 8     | 10       | 8         | 3         | 8      | 1      | 8         | 1         | 1           | 5       | 53     |
| 14   | Galles             | 3     | 5        | 7         | 2         | 5      | 5      | 3         | 5         | 7           | 7       | 49     |
| 15   | Irlanda            | -     | -        | -         | -         | -      | -      | -         | -         | 17          | 10      | 27     |
| 16   | Russia             | 1     | 1        | 5         | 1         | 1      | 5      | 5         | 1         | 5           | 1       | 26     |
| 17   | Papua Nuova Guinea | -     | -        | 1         | 5         | -      | -      | -         | -         | -           | -       | 6      |
| 18   | Uganda             | 2     | 2        | -         | -         | -      | -      | -         | -         | -           | -       | 4      |
| 19   | Giappone           | -     | 0        | -         | -         | -      | -      | -         | 3         | -           | -       | 3      |
| 20   | Uruguay            | -     | -        | -         | -         | 1      | 1      | -         | -         | -           | -       | 2      |
| 21   | Corea del Sud      | -     | -        | -         | -         | -      | -      | 1         | -         | -           | -       | 1      |

| Legenda          |
| ---------------- |
| Vincitrice       |
| Retrocessa       |
| Squadre invitate |

## Risultati Tornei

### Dubai Seven
| Trofeo           | Finaliste                     | Semifinaliste          |
| ---------------- | ----------------------------- | ---------------------- |
| Cup              | Sudafrica 24-12 Nuova Zelanda | Inghilterra 28-21 Figi |
| 5º posto         | Australia 22-17 Samoa         | Kenya e Scozia         |
| Challenge Trophy | Francia 21-12 Spagna          | Canada e Argentina     |
| 13º posto        | Galles 26-7 Uganda            | Stati Uniti e Russia   |

### South Africa Sevens
| Trofeo           | Finaliste                     | Semifinaliste          |
| ---------------- | ----------------------------- | ---------------------- |
| Cup              | Nuova Zelanda 38-14 Argentina | Sudafrica 19-17 Canada |
| 5º posto         | Figi 26-12 Stati Uniti        | Inghilterra e Francia  |
| Challenge Trophy | Australia 26-7 Spagna         | Samoa e Galles         |
| 13º posto        | Kenya 24-14 Uganda            | Scozia e Russia        |

### Sydney Sevens
| Trofeo           | Finaliste                | Semifinaliste               |
| ---------------- | ------------------------ | --------------------------- |
| Cup              | Australia 29-0 Sudafrica | Argentina 30-10 Stati Uniti |
| 5º posto         | Nuova Zelanda 31-7 Figi  | Kenya e Inghilterra         |
| Challenge Trophy | Francia 29-12 Galles     | Samoa e Russia              |
| 13º posto        | Canada 14-12 Scozia      | Papua Nuova Guinea e Spagna |

### New Zealand Sevens
| Trofeo           | Finaliste                   | Semifinaliste               |
| ---------------- | --------------------------- | --------------------------- |
| Cup              | Figi 24-17 Sudafrica        | Australia 8-7 Nuova Zelanda |
| 5º posto         | Samoa 19-15 Kenya           | Inghilterra e Scozia        |
| Challenge Trophy | Stati Uniti 31-12 Argentina | Canada e Papua Nuova Guinea |
| 13º posto        | Francia 19-17 Galles        | Russia e Spagna             |

### USA Sevens
| Trofeo           | Finaliste                     | Semifinaliste        |
| ---------------- | ----------------------------- | -------------------- |
| Cup              | Stati Uniti 28-0 Argentina    | Figi 26-22 Sudafrica |
| 5º posto         | Nuova Zelanda 17-12 Australia | Inghilterra e Kenya  |
| Challenge Trophy | Francia 26-19 Canada          | Galles e Scozia      |
| 13º posto        | Samoa 28-7 Spagna             | Uruguay e Russia     |

### Canada Sevens
| Trofeo           | Finaliste                   | Semifinaliste              |
| ---------------- | --------------------------- | -------------------------- |
| Cup              | Figi 31-12 Kenya            | Sudafrica 29-7 Stati Uniti |
| 5º posto         | Inghilterra 31-14 Australia | Argentina e Nuova Zelanda  |
| Challenge Trophy | Scozia 29-5 Spagna          | Galles e Russia            |
| 13º posto        | Samoa 21-10 Canada          | Francia e Uruguay          |

### Hong Kong Sevens
| Trofeo           | Finaliste                   | Semifinaliste                |
| ---------------- | --------------------------- | ---------------------------- |
| Cup              | Figi 24-12 Kenya            | Sudafrica 24-7 Nuova Zelanda |
| 5º posto         | Argentina 14-12 Stati Uniti | Spagna e Scozia              |
| Challenge Trophy | Francia 33-7 Canada         | Australia e Russia           |
| 13º posto        | Galles 33-5 Samoa           | Inghilterra e Corea del Sud  |

### Singapore Sevens
| Trofeo           | Finaliste                 | Semifinaliste               |
| ---------------- | ------------------------- | --------------------------- |
| Cup              | Figi 28-22 Australia      | Inghilterra 26-24 Sudafrica |
| 5º posto         | Nuova Zelanda 36-17 Samoa | Kenya e Spagna              |
| Challenge Trophy | Stati Uniti 26-12 Canada  | Scozia e Galles             |
| 13º posto        | Giappone 31-24 Argentina  | Francia e Russia            |

### London Sevens
| Trofeo           | Finaliste                      | Semifinaliste             |
| ---------------- | ------------------------------ | ------------------------- |
| Cup              | Figi 21-17 Sudafrica           | Irlanda 21-19 Inghilterra |
| 5th Place        | Nuova Zelanda 26-5 Stati Uniti | Australia e Canada        |
| Challenge Trophy | Kenya 33-19 Galles             | Argentina e Russia        |
| 13th Place       | Samoa 34-10 Scozia             | Francia e Spagna          |

### Paris Sevens
| Trofeo           | Finaliste                   | Semifinaliste             |
| ---------------- | --------------------------- | ------------------------- |
| Cup              | Sudafrica 24-14 Inghilterra | Nuova Zelanda 38-5 Canada |
| 5th Place        | Figi 28-7 Stati Uniti       | Irlanda e Spagna          |
| Challenge Trophy | Argentina 33-26 Galles      | Australia e Francia       |
| 13th Place       | Kenya 21-20 Scozia          | Russia e Samoa            |

## Torneo qualificatorio di Hong Kong
Il torneo si è volto dal 6 all'8 aprile 2018 in concomitanza con il torneo maggiore.
Parteciparono 12 squadre giunte dalla qualificazioni continentali. Tre dall'Europa Irlanda, Germania e Georgia. Due dall'Asia Giappone e Hong Kong. Due dall'Africa Uganda e Zimbabwe. Due dall'Oceania Papua Nuova Guinea e Isole Cook. Due dal Sudamerica Uruguay e Cile. Una dal Nordamerica Giamaica.

### Prima fase
| Girone   | Prima    | Prima | Seconda   | Seconda | Terza    | Terza | Quarta             | Quarta |
| -------- | -------- | ----- | --------- | ------- | -------- | ----- | ------------------ | ------ |
| Gruppo E | Cile     | 7     | Giappone  | 7       | Uganda   | 7     | Georgia            | 3      |
| Gruppo F | Germania | 9     | Hong Kong | 5       | Zimbabwe | 5     | Papua Nuova Guinea | 5      |
| Gruppo G | Irlanda  | 9     | Uruguay   | 7       | Giamaica | 5     | Isole Cook         | 3      |

### Fase Finale
|  | Quarti di finale | Quarti di finale | Quarti di finale |          |          | Semifinali | Semifinali | Semifinali |  |  | Finale | Finale | Finale |  |
|  |                  |                  |                  |          |          |            |            |            |  |  |        |        |        |  |
|  | Germania         | Germania         | 26               |          |          |            |            |            |  |  |        |        |        |  |
|  | Germania         | Germania         | 26               |          |          |            |            |            |  |  |        |        |        |  |
|  | Uganda           | Uganda           | 0                |          |          |            |            |            |  |  |        |        |        |  |
|  | Uganda           | Uganda           | 0                |          | Germania | Germania   | 19         |            |  |  |        |        |        |  |
|  |                  |                  |                  |          | Germania | Germania   | 19         |            |  |  |        |        |        |  |
|  |                  |                  | Cile             | Cile     | 12       |            |            |            |  |  |        |        |        |  |
|  | Cile             | Cile             | Cile             | Cile     | 12       | 24         |            |            |  |  |        |        |        |  |
|  | Cile             | Cile             |                  |          |          |            |            |            |  |  |        |        |        |  |
|  | Hong Kong        | Hong Kong        | 12               |          |          |            |            |            |  |  |        |        |        |  |
|  | Hong Kong        | Hong Kong        | 12               |          | Germania | Germania   | 14         |            |  |  |        |        |        |  |
|  |                  |                  |                  |          |          |            |            |            |  |  |        |        |        |  |
|  |                  |                  | Giappone         | Giappone | 19       |            |            |            |  |  |        |        |        |  |
|  | Giappone         | Giappone         | Giappone         | Giappone | 19       | 26         |            |            |  |  |        |        |        |  |
|  | Giappone         | Giappone         |                  |          |          |            |            |            |  |  |        |        |        |  |
|  | Uruguay          | Uruguay          | 19               |          |          |            |            |            |  |  |        |        |        |  |
|  | Uruguay          | Uruguay          | 19               |          | Giappone | Giappone   | 12         |            |  |  |        |        |        |  |
|  |                  |                  |                  |          | Giappone | Giappone   | 12         |            |  |  |        |        |        |  |
|  |                  |                  | Irlanda          | Irlanda  | 7        |            |            |            |  |  |        |        |        |  |
|  | Irlanda          | Irlanda          | Irlanda          | Irlanda  | 7        | 38         |            |            |  |  |        |        |        |  |
|  | Irlanda          | Irlanda          |                  |          |          |            |            |            |  |  |        |        |        |  |
|  | Zimbabwe         | Zimbabwe         | 5                |          |          |            |            |            |  |  |        |        |        |  |